# 監事
監事（かんじ）は、法人・団体の保有財産及び理事の業務執行状況を監査する機関又は役職である。

## 概要
一般社団法人及び一般財団法人に関する法律によると、一般社団法人（理事会や会計監査人を設置している法人を除く）における監事の設置は任意とされているが、一般財団法人では必ず監事を設置しなければならない。その他、医療法人や社会福祉法人、特定非営利活動法人、学校法人等、多くの法人で監事の設置が義務付けられている。
監事の職務内容や、監査対象範囲、人数、選任方法、任期、資格（欠格事由）等は、個別の根拠法に定められているため、法人の種類によって異なる。株式会社等では、監事に相当する機関として、監査役を置くことができる。

## 監事の職務の例
医療法人（医療法46条の4第3項）
1. 医療法人の業務を監査すること。
2. 医療法人の財産の状況を監査すること。
3. 医療法人の業務又は財産の状況について、毎会計年度、監査報告書を作成し、当該会計年度終了後3月以内に社員総会又は理事に提出すること。
4. 第1号又は第2号の規定による監査の結果、医療法人の業務又は財産に関し不正の行為又は法令若しくは定款若しくは寄附行為に違反する重大な事実があることを発見したときは、これを都道府県知事又は社員総会若しくは評議員会に報告すること。
5. 社団たる医療法人の監事にあつては、前号の報告をするために必要があるときは、社員総会を招集すること。
6. 財団たる医療法人の監事にあつては、第4号の報告をするために必要があるときは、理事長に対して評議員会の招集を請求すること。
7. 医療法人の業務又は財産の状況について、理事に対して意見を述べること

特定非営利活動法人（特定非営利活動促進法第18条）
1. 理事の業務執行の状況を監査すること。
2. 特定非営利活動法人の財産の状況を監査すること。
3. 前2号の規定による監査の結果、特定非営利活動法人の業務又は財産に関し不正の行為又は法令若しくは定款に違反する重大な事実があることを発見した場合には、これを社員総会又は所轄庁に報告すること。
4. 前号の報告をするために必要がある場合には、社員総会を招集すること。
5. 理事の業務執行の状況又は特定非営利活動法人の財産の状況について、理事に意見を述べること。

## 中国における監事
中国の会社法(中華人民共和国公司法)における監事および監事会は、日本法(会社法)における監査役および監査役会に類似の役割を持った機関である。